# Viidaleppia serrataria
Viidaleppia serrataria är en fjärilsart som beskrevs av Louis Beethoven Prout 1914. Viidaleppia serrataria ingår i släktet Viidaleppia och familjen mätare. Inga underarter finns listade i Catalogue of Life.